# Майкі Мур
Майки Стівен Денні Мур (англ. Mikey Steven Danny Moore; 11 серпня 2007) — англійський футболіст, вінгер клубу «Тоттенгем Готспур».

## Клубна кар'єра
Вихованець футбольної академії клубу «Тоттенгем Готспур». У червні 2023 року підписав із клубом шкільний контракт, який став професійним, коли Муру виповнилося 17 років.
14 травня 2024 року дебютував в основному складі «Тоттенгем Готспур» у матчі Прем'єр-ліги проти «Манчестер Сіті». У віці 16 років, 9 місяців і 3 днів він став наймолодшим гравцем «шпор» у Прем'єр-лізі, побивши рекорд Дейна Скарлетта.

## Кар'єра у збірній
Виступав за збірні Англії до 15, до 16 та до 17 років. У травні 2024 року зіграв на чемпіонаті Європи (U-17), забивши на турнірі 4 голи.

## Досягнення
Тоттенгем Готспур
- Переможець Ліги Європи УЄФА: 2025